# کایا-نو-هیمه

فهرست افسانه تولد خدا

کایا-نو-هیمه، نوزوچی (به ژاپنی: 草野姫命 Kaya) نیز نامیده می‌شود. الهه ژاپنیِ گیاهان، سبزی و مزارع است. او محافظ مزارع محسوب می‌شود.
وی همچنین جد گیاهان محسوب می‌شود.
او دختر ایزانامی و ایزاناگی است. او با برادرش اویاماتسومی ازدواج کرده و هشت خدا را به دنیا آورده‌است. برخی از نسخه‌ها ادعا می‌کنند که او همچنین مادر کونوهاناساکویا-هیمه است.